# Love/Hate (Fernsehserie)
Love/Hate ist eine irische Fernsehserie, die seit 2010 auf RTÉ One läuft. Sie spielt in der kriminellen Unterwelt von Dublin. Bisher wurden fünf Staffeln mit insgesamt 28 Folgen ausgestrahlt.

## Handlung
Hauptakteur ist Darren Treacy, der in der ersten Folge aus Spanien nach Dublin zurückkehrt und dort eigentlich nur für einige Tage seinen Bruder Robbie besuchen will. Als Robbie kurz nach der Entlassung aus dem Gefängnis erschossen wird, entschließt er sich länger zu bleiben. Er wird Mitglied einer Gang unter Führung von „John Boy“ Power, zu der unter anderem auch Nigel „Nidge“ Delaney und Thomas „Tommy“ Daly gehören.

## Veröffentlichung
Die Serie wird seit dem 3. Oktober 2010 auf dem Irischen Sender RTÉ One ausgestrahlt. Seit 2013 sind die ersten zwei Staffeln in der englischen Originalfassung auf dem Video-on-Demand-Portal Netflix abrufbar. 
| Staffel | Episodenanzahl | Erstausstrahlung Irland | Erstausstrahlung Irland |
| Staffel | Episodenanzahl | Staffelpremiere         | Staffelfinale           |
| ------- | -------------- | ----------------------- | ----------------------- |
| 1       | 4              | 3. Oktober 2010         | 24. Oktober 2010        |
| 2       | 6              | 6. November 2011        | 11. Dezember 2011       |
| 3       | 6              | 11. November 2012       | 16. Dezember 2012       |
| 4       | 6              | 6. Oktober 2013         | 10. November 2013       |
| 5       | 6              | 5. Oktober 2014         | 9. November 2014        |

## Rezeption
In der irischen Presse wurde die explizite Darstellung von Gewalt und ihren Auswirkungen in der Serie kritisiert. So sei die Anzahl der Anrufe bei einer Krisenhotline für Vergewaltigungsopfer angestiegen, nachdem in der Serie eine Vergewaltigungsszene gezeigt wurde. Auch habe es zahlreiche Anrufe und Beschwerden direkt beim Sender RTÉ gegeben.

## Auszeichnungen
Die Serie wurde mehrfach bei den Irish Film & Television Awards (IFTA) ausgezeichnet.